# چارلز جیمز بریگز
چارلز جیمز بریگز (انگلیسی: Charles James Briggs; ۲۲ اکتبر ۱۸۶۵ – ۲۷ نوامبر ۱۹۴۱) فرد نظامی اهل بریتانیا بود. وی همچنین برندهٔ جوایزی همچون لژیون دونور (فرمانده) شده‌است.